# Acarus reduvius
Acarus reduvius är ett kvalster som angriper boskap. I olika svenska dialekter kallas det fåsting (i Södermanland), fässing (i Småland) eller krak-platt (på Gotland, för tomma individer).